# Juan Sison
Juan Callanta Sison (* 8. August 1912 in Villasis, Pangasinan; † 12. September 1981) war ein philippinischer römisch-katholischer Geistlicher, der zwischen 1966 und 1981 Erzbischof von Nueva Segovia war.

## Leben

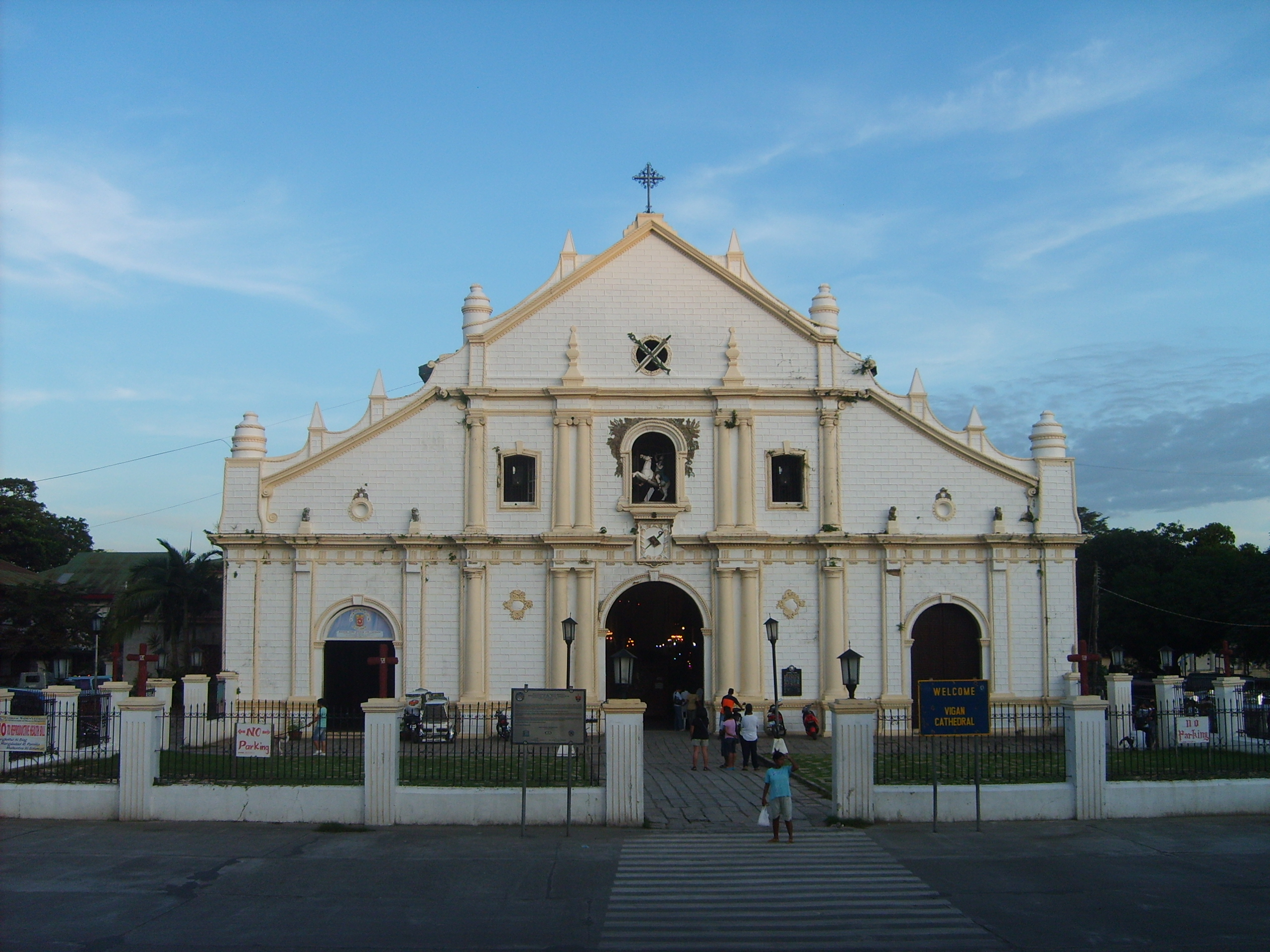
Die Kathedrale Pauli Bekehrung in Vigan City, Sitz des Erzbischofs von Nueva Segovia.

Juan Callanta Sison empfing am 29. März 1936 die Priesterweihe und war danach als Priester tätig. Am 10. Mai 1947 wurde er zum Weihbischof des Bistums Nueva Segovia ernannt. Zugleiche erfolgte am 10. Mai 1947 als Nachfolger von John Raphael Hagan als Titularbischof von Limata. Als solcher empfing er am 25. Juli 1947 von Guglielmo Piani SDB, dem Titularerzbischof von Nicosia, die Bischofsweihe, an der der Bischof von Tuguegarao Constancio Jurgens CICM und der Bischof von Nueva Segovia Santiago Caragnan Sancho als Co-Konsekratoren teilnahmen.
Am 20. August 1956 wurde er zum Koadjutor-Erzbischof des nunmehrigen Erzbistums Nueva Segovia ernannt. Zugleich erfolgte als Nachfolger von Joseph Butt am 10. August 1956 auch seine Ernennung zum Titularerzbischof von Nicopsis. In dieser Zeit war er während der ersten Sitzungsperiode (11. Oktober bis 8. Dezember 1962), der zweiten Sitzungsperiode (29. September bis 4. Dezember 1963), der dritten Sitzungsperiode (14. September bis 21. November 1964) sowie der vierten Sitzungsperiode (14. September bis 8. Dezember 1965) Konzilsvater des Zweiten Vatikanischen Konzils.
Sison wurde schließlich am 12. Oktober 1966 als Nachfolger von Santiago Caragnan Sancho zum Erzbischof von Nueva Segovia ernannt. Er bekleidete dieses Amt bis zu seinem Tode am 12. September 1981, woraufhin José Sánchez seine Nachfolge antrat.
Als Bischof und Erzbischof wirkte Juan Sison als Co-Konsekrator an den Bischofsweihen von Teopisto Valderrama Alberto (19. Juli 1952), Artemio Casas (24. Februar 1962), Jesus J. Sison (11. Mai 1963), Mariano Gaviola y Garcés (4. Juni 1963), Victorino Cristobal Ligot (27. März 1969), Albert van Overbeke CICM (30. November 1969), Salvador Lazo y Lazo (3. Februar 1970), Miguel Gatan Purugganan (22. April 1971), Rafael Montiano Lim (27. April 1971), Antonio Buenafe SVD (30. März 1976) und Jesus Aputen Cabrera (5, Mai 1980) mit. Victorino Cristobal Ligot hatte er bereits zuvor am 20. Dezember 1952 zum Diakon sowie am 21. März 1953 zum Priester geweiht. Am 21. Dezember 1963 hatte er auch Jesus Aputen Cabrera zum Diakon geweiht.
Sein Neffe ist der Gründer uder maoistisch-revolutionären Partido Komunista ng Pilipinas (CPP) und Schriftsteller José María Canlás Sison.